# Santuarios y templos de Ingusetia

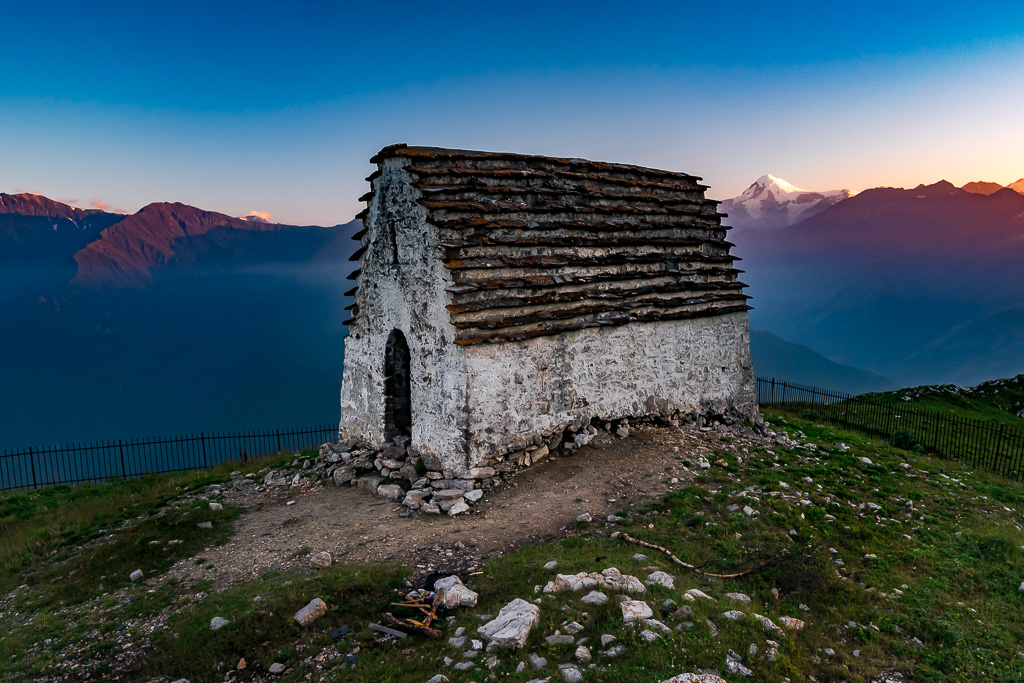
Antiguo templo de Ingusetia de Myat-Seli en la montaña Myat-Lom.

Los Santuarios y templos de Ingusetia son monumentos únicos de la antigua arquitectura de Ingusetia, que son monumentales estructuras religiosas de piedra ubicadas principalmente en el raión de Dzheiraj en la República de Ingusetia en la Federación Rusa.
Los monumentos de culto de la montaña Ingusetia son muy numerosos. En el territorio del distrito moderno de Dzheiraj había alrededor de 150 asentamientos. Con raras excepciones, se encuentran en casi todas las localidades. En su clasificación de los monumentos de la cultura material de los ingusetios, el famoso arqueólogo soviético e historiador caucásico E.I. Krupnov los incluyó en el tercer grupo por tener un carácter religioso y de culto.

## Historia

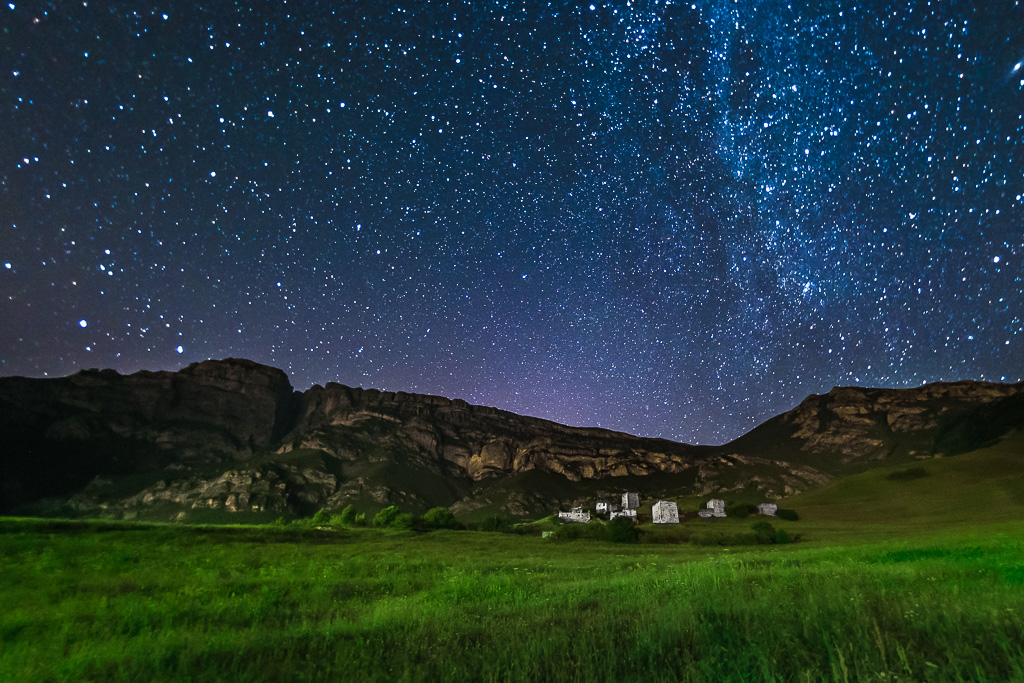
La montaña sagrada de los ingusetios - Myatly.

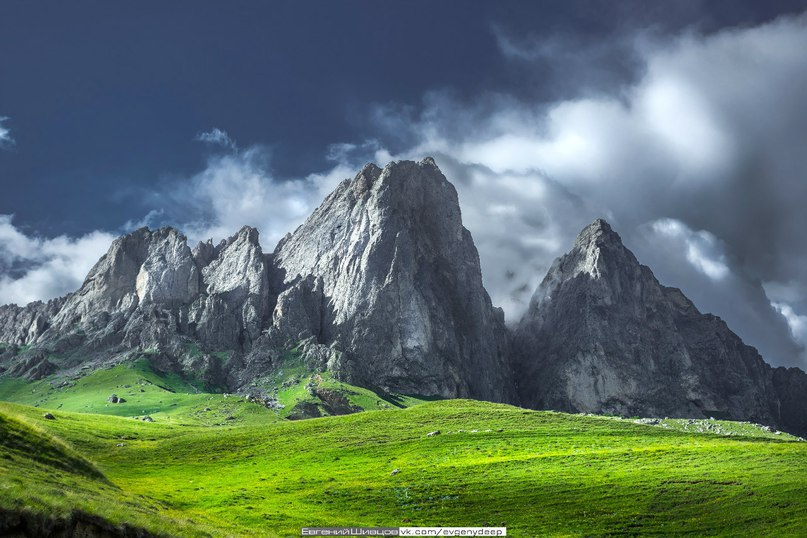
La montaña sagrada de los ingusetios - Zeil.

Los lugares de culto más antiguos de los ingusetios eran montañas sagradas, rocas, cuevas, arboledas, claros y otros objetos naturales y geográficos, con los cuales los hábitats de las deidades y los espíritus estaban asociados en la conciencia pagana. Los dioses más venerados fueron colocados, como se sabe, en las cimas de las montañas. Estas representaciones antiguas continuaron existiendo en la Edad Media. Dichos lugares de culto se encontraban en Ceylom, en asentamientos como el Alto Jeirakh, Furtoug, Dukhargisht, Lazhgi, Falhan, Keirakh, Bajo Khuli y otros. La caza, la tala de árboles y la recolección de frutas y bayas estaban prohibidas en las arboledas sagradas. El uso de cualquier «regalo de la naturaleza» de los lugares sagrados únicamente se permitía en las fiestas religiosas y exclusivamente con fines religiosos.
Uno de estos lugares era el tramo Ielti-Kort, dedicado al antiguo dios ingusetio de la caza de Ielta. Se encontraba en una alta montaña cerca del pueblo de Guli (Гӏул). El tramo se consideraba sagrado. Había, como escribe L. P. Semenov: «Una pila de cuernos de venado. Los árboles que crecían en este lugar no podían ser cortados por miedo a traer desgracias; estaba prohibido apacentar el ganado por temor a que las vacas y las cabras no tuvieran leche». Durante la sequía, los habitantes de los pueblos vecinos iban a Ielti-Kort a rezar por la lluvia.
Un tipo especial de lugares de culto incluía los puertos de montaña, donde a menudo se encuentran monumentos arquitectónicos, incluidos los de culto. Los pasos tuvieron una importante importancia política, económica y cultural en la vida de los habitantes de la Ingusetia montañosa, siendo los puntos clave de las rutas de comunicación. Como vínculo entre sociedades territoriales de montaña aisladas, los pasos eran una especie de símbolo de unidad potencial. Habiendo superado el puerto más alto, un residente de un desfiladero separado entraba en el mismo pequeño mundo de vecinos, donde tenía parientes, negocios y amistades. En uno de los pasos más importantes de las montañas de Ingusetia que conectaba el centro de Galgaicha con las sociedades ingusetias occidental y oriental -Ceylome- y Tsorilome-, cerca de senderos bien cuidados, había interesantes lugares de culto que representan enormes montones de piedras. Según las leyendas, cada montañés que pasaba por aquí dejaba una pequeña piedra y así agradecía a los espíritus por haber realizado con éxito el camino.

## Tipos y características
Edificios especiales para propósitos religiosos en todas partes fueron construidos exclusivamente de piedra. Todos ellos están representados por dos tipos: santuarios-edificios y santuarios en forma de pilar o torre. Los santuarios del primer tipo son rectangulares en términos de construcción, en forma de cripta, de varios tamaños, con un techo a dos aguas hecho de piedras planas y tejas de pizarra. El techo termina con una cresta de largas piedras ovales. El techo en los santuarios es con frecuencia abovedado, ocasionalmente, plano.
El profesor L.P. Semenov, enfocándose en la geografía de la distribución de santuarios con un techo a dos aguas escalonado, notó que se extienden desde la montaña Mesa hasta el río Asa. A partir de la orilla derecha de Assa y más al este, no hay monumentos de este tipo. Los monumentos religiosos en la parte oriental de la región de Ingusetia están representados solo por pequeñas estructuras en forma de pilares de una arquitectura posterior y simplificada.
Los edificios de los santuarios generalmente se clasifican en paganos y cristianos. Estos últimos se identifican como templos, o como templos-santuarios, lo que enfatiza la dualidad de su origen y propósito religioso. En realidad, no hay un único monumento de culto que funcione como cristiano puro. Las iglesias cristianas generalmente se basaban en el sitio de antiguos santuarios paganos, y después del declive del cristianismo en las montañas, volvieron a su propósito original. Entre estos templos y santuarios se encuentran los edificios religiosos más grandes de la Ingusetia montañosa:Tjaba-Yerdi, Albi-Yerdi, el templo de Targim, Djalita, el santuario cerca del pueblo de Doshakle, Tumgoi-Yerda, Mago-Yerda, Dzorah-Djala. Los templos cristianos también incluyen edificios de culto cerca de los pueblos de Pamet (Pamet-Yerda), Falhan (Gierg-Ayrgie), el templo cerca del pueblo de Лежги, y algunos otros.

### Importancia regional

#### Tjaba-Yerdi

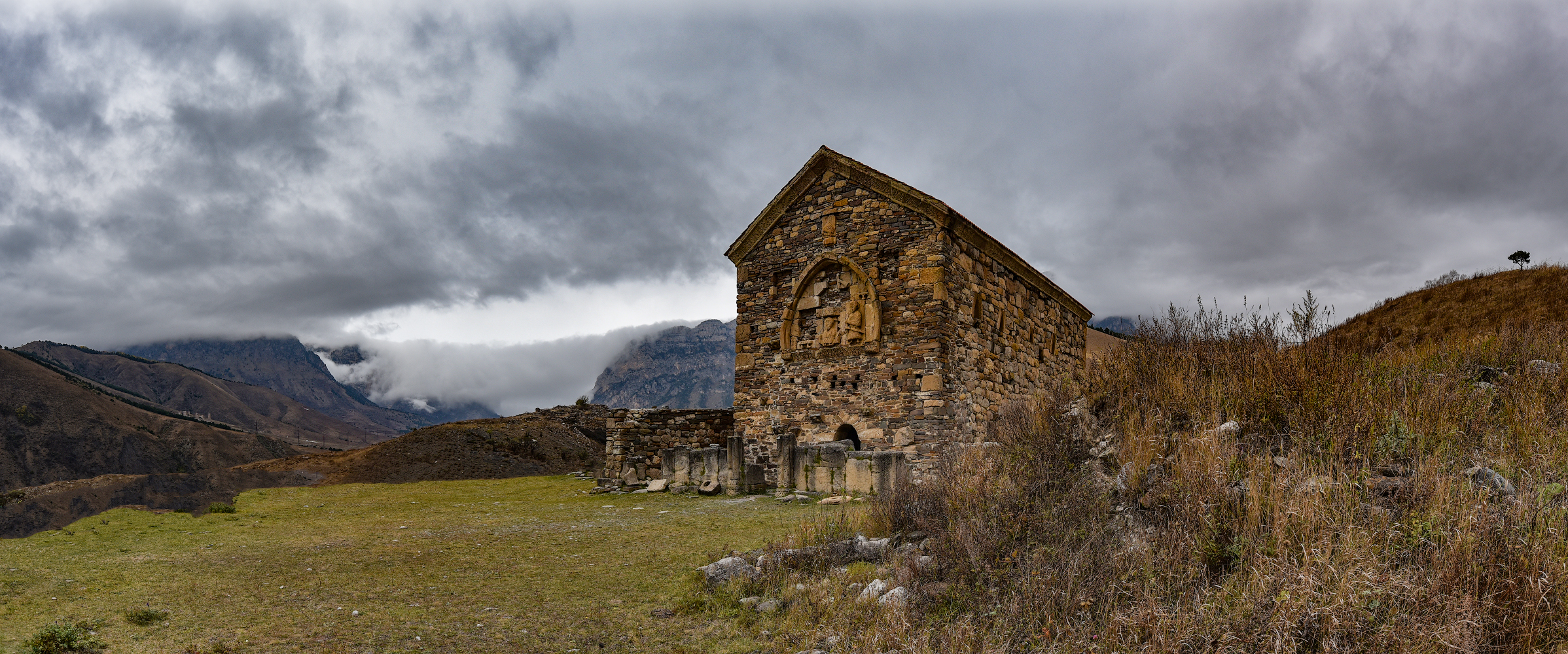
Iglesia de Tjaba-Yerdi.

A finales de la Edad Media, el templo cristiano más grande del Cáucaso central, Tjaba-Yerdi, aparentemente ya funcionaba como un santuario pagano de importancia regional, uniendo las aldeas ubicadas en la depresión de Assinsky: Egikal, Khamhi, Targim y algunos otros. Al mismo tiempo, en ese momento, cuando el centro político y administrativo de la zona de la Montaña Ingusetia se concentró en esta región, Tjaba-Yerdi también era un templo de importancia pan-rusa. Pero esto último se refería a sus funciones sociopolíticas, mientras que en términos religiosos, aparentemente, seguía siendo el santuario principal de las aldeas del distrito.

#### Dzorah-Djala, Djalita y Tusholi
Entre los grandes templos de importancia regional se encuentran también el Dzorah-Djala y el Djalita (Dolte), el primero de los cuales se encuentra cerca de Upper Ozdik y Gadabors, el segundo cerca del pueblo de Kart. Ellos, junto con los santuarios cercanos de Djala en el pueblo de Doshhakla, formaban el centro de culto del dios supremo Djala, que anteriormente estaba situado sobre estos pueblos en los picos de Ceylom. El círculo más cercano de pueblos agrupados alrededor de estos templos de los santuarios del dios Djala incluía Doshhakle, Kart superior y Kart inferior, Gadaborsch, Ozdik superior, medio e inferior, Leimi superior e inferior, Keli, Kog. El centro del culto a la diosa Tusholi también se encontraba en la misma zona. Los santuarios de Tusholi existieron en diferentes épocas en Ceylom y cerca de los pueblos de Kart, Keli y Kog. En la misma zona hay también monumentos fálicos que simbolizan la fertilidad y que están relacionados con el culto a la diosa Tusholi (Ceylom, Keli y Kog). La Sociedad fippi también tenía su propio centro de culto Tusholi, situado en la zona del pueblo Mallery, Лежги, Hamyshk. Aquí es donde el templo santuario de Tusholi se encontraba cerca del pueblo de Mallery.

### Importancia del clan regional
Гурмет-Цӏу pertenecía a una de las familías de mecenas regionales. El santuario del templo dedicado a él estaba situado cerca del pueblo de Guppy. Además de los habitantes de este pueblo, Гурмет-Цӏу fue venerado en los pueblos del desfiladero vecino: Khairakh, Kyakhk y algunos otros. El gran templo santuario Tumgoi-Yerda, venerado por los habitantes del desfiladero de Tumgoi del mismo nombre (Тӏумхойчӏож), que incluía varios asentamientos estrechamente relacionados: Tumgoi, Kashtynkhoy, Galashpi, Bisar, Tsoli y algunos otros, se encuentra entre los monumentos religiosos de importancia regional y tribal. Estos mismos asentamientos, junto con los habitantes de la cercana pequeña garganta de Salga (Чулхойчӏож) veneraban un gran templo-santuario de Mago-Yerda allí situado, construido en honor al legendario antepasado común de las familias de los primeros pobladores de estas gargantas (Tumkhoi y Salgirkhoi).

#### Seska Solsa-Yerda y Mago-Yerda

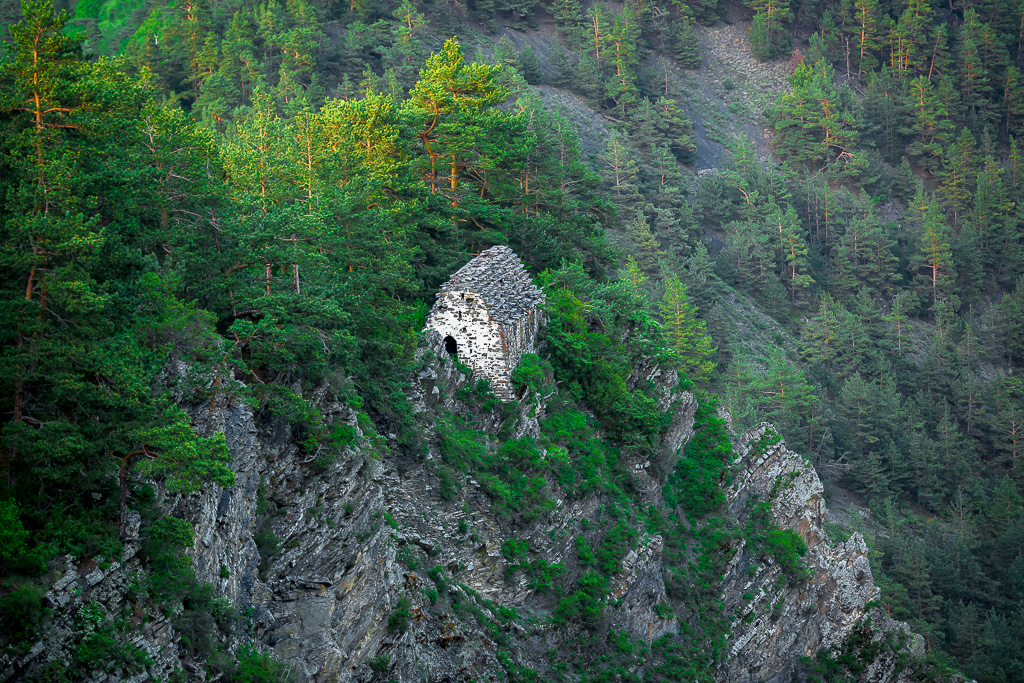
Templo Mago-Yerda.

Cerca del templo-santuario de Mago-Yerda, hay un pequeño templo-santuario: Seska Solsa-Yerda. Según la leyenda, el legendario héroe épico ingusetio Sesk Sols era amigo de Mago. «No es casualidad que los templos de Seska Yerda y Mago Yerda estén ubicados en el vecindario, los héroes mismos están supuestamente enterrados en la misma área donde se encuentran estos dos lugares de culto».

#### Tamizh Yerda y Amgali Yerda
Los santuarios, que también tenían un estrecho significado tribal regional, incluyen el Tamizh Yerda y el Amgali Yerda, erigidos en honor a las deidades del mismo nombre. Según las leyendas ingusas, estos últimos eran considerados hermanos del santo patrón de la agricultura, Myattseli. Es interesante que el santuario de Tamizh Yerda estuviera situado en una cueva, y que la propia deidad fuera representada como un espíritu que se apareció por primera vez a la gente en la imagen de un animal doméstico venerado por los ingusetios, un líder de los rebaños de ovejas, un cabrito que hablaba con voz humana y prescribía ritos de adoración. Aquí podemos trazar una conexión con el elemento inherente a las religiones monoteístas: el mesianismo. El nombre Tamizh-Yerda en sí parece tener una conexión con la antigua cultura del sol. «Tkamyzh» significa «alado», y el ala es uno de los antiguos símbolos de la deidad solar. Tamizh-Yerda era el patrón de los cazadores y veneraba el santuario principal de los habitantes de las aldeas del Alto y Bajo Huly.
Según la mitología ingusetia, los hermanos Mätzeli son también las deidades Hal-Yerda y Amaga-Yerda, en cuyo honor hay santuarios cerca de los pueblos de Shoan y Mekalte. Eran especialmente adorados por el grupo territorial - Shoanha. Estas deidades patronales son probablemente análogas a las ya mencionadas Tamizh-Yerda y Amgali-Yerda. En primer lugar, se les llama los hermanos Mätzeli, lo que enfatiza su origen común. En segundo lugar, tienen nombres similares. «Tk'am» y «Hal (Гӏал)» son símbolos de la deidad solar, y los nombres «Amgali» y «Amaga» probablemente tienen una raíz «Iam», es decir, un lago. «En la zona de Amaga-Yerda hay, en efecto, pequeños lagos azules (idioma ingusetio:Сийна Iамарч )».